# میرای نیکی
میرای نیکی (ژاپنی: 未来日記 هپبورن: Mirai Nikki) یک سری مانگی ژاپنی که توسط ساکائه ایسونو نوشته و مصورسازی شده‌است. مانگای میرای نیکی توسط انتشارات کادوکاوا شوتن در مجله شونن ایس از ۲۶ ژانویه ۲۰۰۶ تا ۲۷ دسامبر ۲۰۱۰ به چاپ رسیده است، و فصل‌های آن در دوازده جلد تانکوبون جمع‌آوری شدند. بر پایه نسخه مانگا، یک مجموعه تلویزیونی انیمه ۲۶ قسمتی نیز به کارگردانی نائوتو هوسودا توسط استودیوی اسرید دستمایه اقتباس قرار گرفت که از ۹ اکتبر ۲۰۱۱ شروع شده و تا ۱۵ آوریل ۲۰۱۲ ادامه داشت.

## داستان
داستان میرای نیکی درباره‌ی یک پسر دبیرستانی به نام آمانو یوکیترو است. او پسری تنهاست که دوستان زیادی ندارد و تنها سرگرمی او نوشتن تمام وقایعی زندگی روزمره در داخل تلفن همراه خود و حرف زدن با دوستانی خیالی به نام‌های دئوس که خدای زمان و مکان و مورمور خدمتگزارش است. در یکی از روزها دئوس یک دفتر خاطرات ویژه در اختیار او قرار داده و از او برای شرکت در یک بازی دعوت می‌کند.